# Idaea napoleon
Idaea napoleon là một loài bướm đêm trong họ Geometridae.